# Platygyna volubilis
Platygyna volubilis är en törelväxtart som beskrevs av Howard. Platygyna volubilis ingår i släktet Platygyna och familjen törelväxter. Inga underarter finns listade i Catalogue of Life.